# Pauline Jacquin
Pauline Jacquin (ur. 7 sierpnia 1983 w Sallanches) – francuska biathlonistka, dwukrotnie brązowa medalistka Mistrzostw Świata Juniorów w 2004.

## Osiągnięcia

### Mistrzostwa Świata
| Rok  | Miejsce    | IN | SP | PU | MS | RL |
| 2005 | Hochfilzen | 71 |    |    |    |    |

### Mistrzostwa Świata Juniorów
| Rok  | Miejsce         | IN | SP | PU | MS | RL |
| 2002 | Ridnaun         | 25 |    |    |    |    |
| 2004 | Haute Maurienne | 4  | 3  | 8  |    | 3  |

IN – bieg indywidualny, SP – sprint, PU – bieg pościgowy, MS – bieg ze startu wspólnego, RL – sztafeta

### Puchar Świata
| Sezon     | Miejsce |
| --------- | ------- |
| 2004/2005 | 72.     |
| 2005/2006 | 61.     |
| 2006/2007 | 75.     |